# Termas de Entre Ríos
Termas de Entre Ríos, oficialmente "Comunidades Termales de la Provincia de Entre Ríos", es una asociación compuesta por trece ciudades de la provincia de Entre Ríos, en la República Argentina: Colón, Federación, San José, Chajarí, La Paz, Concepción del Uruguay, Villa Elisa, Gualeguaychú, Concordia, Victoria, Maria Grande , Basavilbaso y Villaguay.
Desde 1994, la asociación sin fines de lucro, nuclea las ciudades con producto turístico termal con el fin de promocionarlo.

## Comunidades Termales

### Federación
Fue la primera ciudad que exploró el agua termal en el Litoral argentino. En el año 1994 se realizó la perforación que cambió completamente el rumbo de la ciudad. Actualmente cuenta con uno de los centros termales más grandes de Sudamérica y la calidad de sus aguas la convierten en una excelente opción para el turismo. Junto a las termas, se ha desarrollado turísticamente la ciudad. Hoteles, restaurantes, comercios y numerosos establecimientos de servicios al turista.

### Colón
El complejo Termas Colón cuenta con cinco sectores de piscinas, uno de ellos totalmente cubierto, con sanitarios y vestuarios exclusivos en el mismo, un sector semicubierto vidriado y tres sectores al aire libre sumando un total de más de 10 piscinas. La temperatura del agua oscila entre los 32° y 40° grados según el sector. El agua proviene del Acuífero Guaraní a más de 5 metros de profundidad y su clasificación es Termal mineralizada,  bicarbonatada, sódica, cálcica. Aporta beneficios para la salud por sus propiedades relajantes. Además de las piscinas termales pasivas el complejo cuenta con un Parque acuático con 3 niveles de toboganes ofreciendo una alternativa de diversión para todas las edades. El predio se encuentra ubicado en la zona norte de la ciudad y frente al Río Uruguay rodeado de un entorno natural y una vista únicos.

### Villa Elisa
La surgencia del agua termal comenzó el 9 de marzo de 1996, con una temperatura próxima a los 40 °C y con un alto grado de salinidad y de excelente calidad terapéutica. Hoy el complejo, ubicado a 4 km del casco urbano, es un parque recreativo de 41 hectáreas, que cuenta con el primer spa lúdico termal del litoral argentino.

### San José
El Complejo Termas San José se encuentra ubicado sobre un predio total de 5 hectáreas junto al Balneario municipal en el río Uruguay. Tiene el primer parque acuático termal de Argentina.
El complejo posee capacidad para recibir hasta 3000 personas por día, en sus 10 piscinas termales de agua dulce (2 techadas y 8 al aire libre).

### Concepción del Uruguay
El complejo Termas Concepción fue inaugurado en septiembre de 2009, está ubicado a un par de kilómetros de la ciudad sobre la Ruta Nacional 14. Temperaturas entre 37° y 41º.

### Concordia
Posee dos balnearios termales, el primero denominado "Vertiente de la Concordia", cuenta con cinco piletas cuya temperatura, oscila entre los 36 y 43 °C. Fue inaugurado el 3 de abril de 1998. El agua termal surge de una perforación de 1200 metros de profundidad, obteniendo un caudal de 400.000 L/h, y una temperatura de 49 °C en la boca del pozo.
El segundo complejo fue inaugurado en 2010 y se ubica en la zona del Lago Salto Grande.

### Chajarí
Chajarí posee un parque de aguas termales, que se encuentra ubicado sobre el kilómetro 329 de la Autovía Nacional “José Gervasio Artigas” y la Avenida “Padre Miguel Gallay”.. El pozo termal fue concluido en 2001. Cuenta con 6 piscinas, una de las cuales tiene una cascada de agua termal. Temperatura promedio de 38 °C.

### María Grande
El complejo termal se encuentra a 3 km al oeste del centro de María Grande, en un predio de 47 hectáreas de montes nativos.
Termas María Grande cuenta con nueve piscinas, tres de ellas cubiertas. Temperatura de 36º a 47 °C.

### La Paz
El complejo termal, inaugurado en 2003, se encuentra sobre las barrancas del río Paraná. Cuenta con once piletas, vestuarios, enfermería, playa de estacionamiento y spa. Tiene 11 piscinas de distintas medidas, profundidades y temperaturas. Las aguas termales de La Paz son de agua salada de origen marino, con 80 gramos de sal por litro y con una temperatura que va de los 40 °C a los 42 °C.

### Victoria
A principios de 2010 abrió sus puertas de manera parcial el parque recreativo termal "Victoria del Agua", ubicado al sur de la ciudad, y se espera que vaya completando una variada gama de servicios que, además de piletas, río lento, pantalla de agua y servicios anexos, incluya un museo temático dedicado a las aguas termales. Temperaturas de 35 a 40 °C.

### Basavilbaso
Este complejo termal es una propuesta residencial y turística. Desde los 1.256 metros de profundidad surgen las aguas termales con componentes de sales minerales que nutren a 4 núcleos piletas ubicadas en una suave loma. Tiene de 60 hectáreas. Entró en operación en enero de 2012.

### Villaguay
Este complejo termal nace con una finalidad terapéutica, y es por ello que se define como una “terma diferente”, porque fue pensado especialmente para el mejoramiento de la salud y con objetivos terapéuticos. Cuenta con un equipo interdisciplinario de profesionales, que brindan tratamientos integrales y personalizados a los visitantes; respaldo científico; y un desarrollo en armonía y equilibrio con la naturaleza. 